# Anisodes hyperpheres
Anisodes hyperpheres là một loài bướm đêm trong họ Geometridae.